# تيمور سافين
تيمور سافين (بالتتارية: Тимур Марсель улы Сафин)‏ هو مبارز بالسيف روسي أوزبكستاني، ولد في 4 أغسطس 1992 في طشقند في أوزبكستان.

## وصلات خارجية
- تيمور سافين على موقع الاتحاد الدولي للمبارزة (الإنجليزية)
- تيمور سافين على موقع الاتحاد الأوروبي للمبارزة (الإنجليزية)
- تيمور سافين على موقع الاتحاد الروسي للمبارزة (الروسية)
- تيمور سافين على موقع اللجنة الأولمبية الدولية (الإنجليزية)
- تيمور سافين على موقع أوليمبيديا (الإنجليزية)